# Meridionalicythere
Meridionalicythere is een geslacht van kreeftachtigen uit de klasse van de Ostracoda (mosselkreeftjes).

## Soorten
- Meridionalicythere discophora (Skogsberg, 1928) Whatley, Chadwick, Coxill & Toy, 1987
- Meridionalicythere foveata (Hartmann, 1974) Dingle, 1993
- Meridionalicythere megalodiscus (Skogsberg, 1928) Hartmann, 1990
- Meridionalicythere mesodiscus (Skogsberg, 1928) Whatley, Chadwick, Coxill & Toy, 1987
- Meridionalicythere petricola (Hartmann, 1974) Dingle, 1993
- Meridionalicythere taeniata (Skogsberg, 1928) Whatley, Chadwick, Coxill & Toy, 1987